# 塞西莉亚·贝尔代
塞西莉亚·贝尔代（法語：Cécilia Berder，1989年12月13日—）生于莫尔莱，是一名法国女子击剑运动员，主攻佩剑。贝尔代七岁时开始练习击剑，当时她原本打算加入攀岩俱乐部，然而由于该俱乐部已满员，母亲便鼓励她练习击剑。她最初练习花剑，然而她感觉枯燥乏味，教练便安排她练习佩剑，最初她是俱乐部中唯一练习佩剑的女成员。在获得法国业士文凭后，她离开原来的俱乐部，移居至奥尔良接受更高水平的训练。2007年，她加入法国国家队，并在一年后成为2008年北京奥运法国击剑队的替补成员。她在2015年开始练习冥想，并认为冥想可以帮助她取得更稳定的比赛成绩。